# Église Saint-Mathias de Barbezieux
L’église Saint-Mathias est la principale église paroissiale de la commune de Barbezieux-Saint-Hilaire, dans le département de la Charente et le diocèse d'Angoulême. Vaste église de pèlerinage édifiée au XIIe siècle, remaniée à plusieurs reprises, elle dresse son clocher gothique et sa haute façade au-dessus des maisons du centre historique, dont elle constitue un des principaux pôles d'attraction.
L'église est inscrite à l'Inventaire supplémentaire des monuments historiques depuis le 29 novembre 1948.

## Histoire
Constituant un repère majeur dans le paysage urbain de cette petite ville du sud-ouest de la Charente, dans l'ancienne province de Saintonge, l'église Saint-Mathias de Barbezieux succède à un premier édifice consacré en 1043 par Geoffroy II, archevêque de Bordeaux. 
Cette église fut d'abord celle d'un prieuré conventuel de bénédictins dédiée à Notre-Dame fondé par Audouin II, seigneur de Barbezieux. Elle était aussi le siège de la paroisse Saint-Mathias et a été appelée ainsi parce que l'on disait y détenir la relique de la tête de cet apôtre, qui aurait été ramenée de terre sainte par un pèlerin. Cette relique reposait dans une niche du mur latéral nord.
L'église fût endommagée à tel point qu'elle resta plus de 100 ans à ciel ouvert et servit d'annexe au cimetière environnant. Elle a été entièrement reconstruite au XIIIe siècle. L'acquisition de plusieurs reliques, au premier rang desquelles le chef de saint Mathias, lui vaut de devenir un lieu de pèlerinage fréquenté durant plusieurs siècles. La façade est reprise au XVe siècle, période durant laquelle est également édifié le clocher.
L'édifice souffre particulièrement des guerres de religion : en 1562, les huguenots prennent d'assaut l'église, qu'ils saccagent de fond en comble, détruisant par la même occasion la plupart des reliques. En 1569, un nouvel assaut achève de ruiner l'église et le prieuré adjacent. Les dégâts infligés au monument sont considérables (murs partiellement détruits, voûtes crevées) et il faut attendre une grande campagne de restauration (sinon de reconstruction) menée en 1680 sous l'égide des Le Tellier-Louvois, seigneurs de Barbezieux, pour que l'église retrouve un peu de sa superbe. De nouvelles réparations sont menées ponctuellement : en 1797 (grâce à une souscription publique), puis de nouveau en 1803 (par M. Fajon, d'Angoulême).
De profondes modifications sont apportées à l'édifice dans le courant du XIXe siècle. Les voûtes sont reprises par Paul Abadie, auteur de la basilique du Sacré-Cœur de Montmartre et de la restauration audacieuse de la cathédrale Saint-Pierre d'Angoulême. En 1879, le chevet plat est remplacé par une abside hémicylindrique néo-romane.
Moins de cent ans plus tard, de 1967 à 1971, une dernière campagne de restauration permet de redécouvrir plusieurs niches ménagées dans les murs (après excavation de près d'un mètre de matériaux divers) mais aussi de repenser totalement les vitraux de l'église. De nouvelles verrières sont commandées à l'Atelier du vitrail de Limoges. Dessinées par Georges Devêche, elles sont conçues comme « une symphonie de couleur » et un « poème de couleur et de lumière ».

## Architecture
Par ses dimensions impressionnantes (54,60 mètres de long sur 23,42 mètres de large), l'église Saint-Mathias apparaît comme une des plus importantes églises du département, derrière la cathédrale Saint-Pierre d'Angoulême et l'église Saint-Léger de Cognac.
Si ses parties les plus anciennes datent du XIIe siècle, époque de transition entre architecture romane et architecture gothique, plusieurs adjonctions datent du XVe siècle (chapelle Saint-Pierre, clocher) ou du XIXe siècle (voûtes, abside, partie supérieure de la façade, surmontée d'un fronton triangulaire).
La façade
L'imposante façade, bien que reprise au cours des siècles, conserve quelques éléments caractéristiques de l'architecture romane. Ainsi du portail du XIIIe siècle, à trois voussures, ornées pour deux d'entre elles de statues en demi-relief, tandis que la troisième présente un zodiaque, représentation pittoresque des travaux des champs et de la vie quotidienne des paroissiens de l'époque médiévale. Bien que très dégradé, on peut encore distinguer un cavalier, un homme occupé à fouler aux pieds du raisin (scène de vendange) ou donnant à manger à un porc.
Le niveau supérieur de la façade, couronnée depuis le XIXe siècle d'un fronton néo-classique, est percé d'une baie en berceau brisé. La façade est flanquée au nord d'un puissant clocher gothique, orné de deux statues représentant saint Pierre (l'église étant une dépendance de Saint-Pierre de Cluny) et saint Mathias.
L'intérieur
Basée sur un plan basilical, l'église se compose d'une vaste nef divisée en cinq travées, bordée de bas-côtés étroits mais de même hauteur. Le vaisseau principal est couvert de voûtes d'arêtes, des arcs doubleaux en plein cintre trouvant appui sur huit piliers massifs, dont trois conservent encore leurs chapiteaux d'origine. Les bas-côtés sont quant à eux couverts de berceaux transversaux.

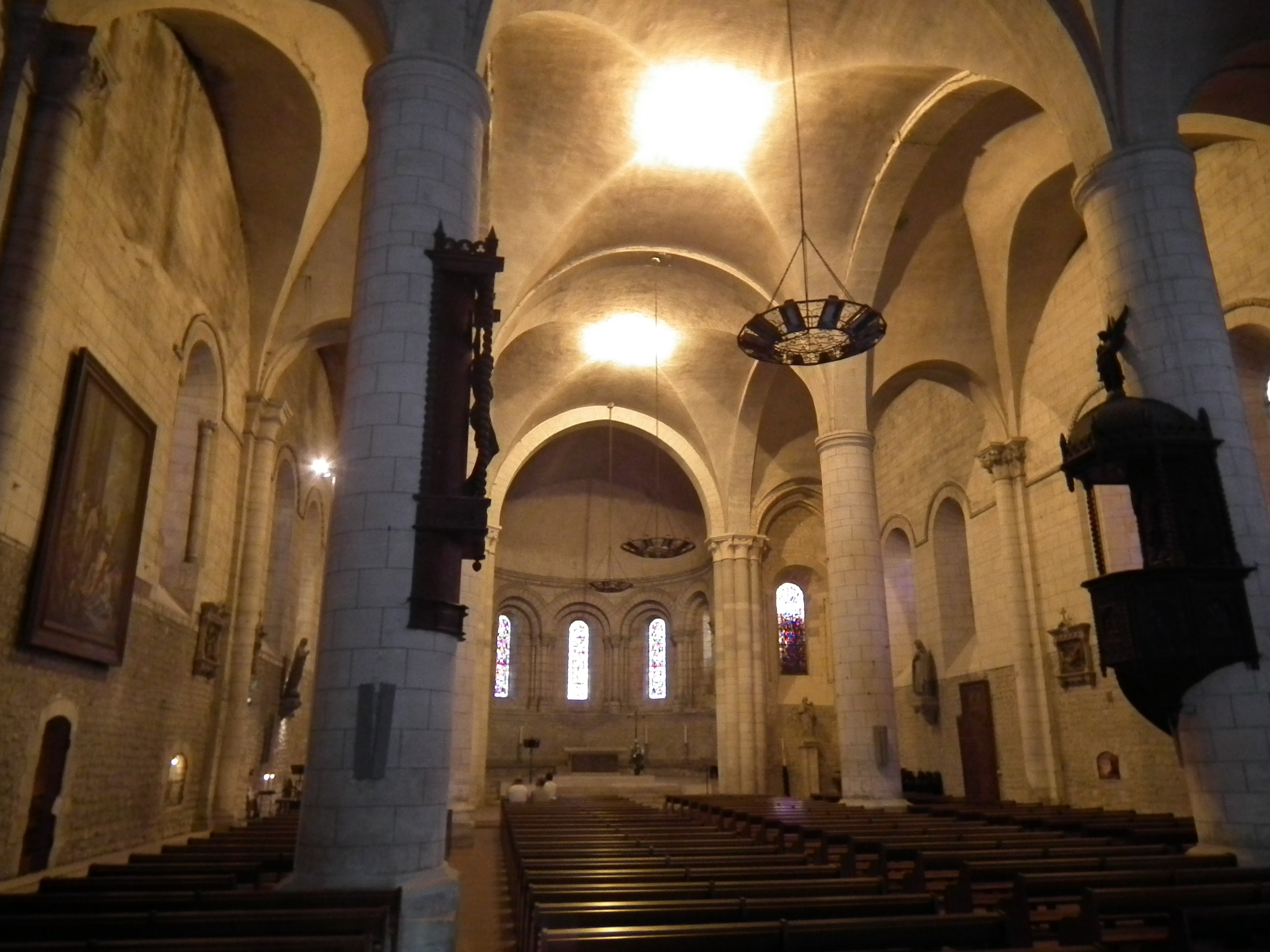
L'intérieur de l'église Saint-Mathias

Le collatéral sud est bordé d'une chapelle gothique édifiée vers 1450, ornée de roses Plantagenêt (témoignage de la souveraineté anglaise sur le duché d'Aquitaine). Sans doute consacrée à saint Pierre à l'origine, elle abrite désormais les fonts baptismaux. À l'opposé, le collatéral nord abrite deux tableaux de 2 mètres sur 3,50 mètres représentant « L'Assomption » et « Le Christ guérissant les malades ». Réalisés par le peintre Vincent, ils portent la date de 1786.
Le mobilier de l'église comprend également une chaire datant de 1826. D'une grande sobriété à l'origine, elle est complétée par des panneaux de bois sculpté en 1932. Ceux-ci représentent généralement des thèmes bibliques issus du Nouveau Testament (Le bon samaritain, Le fils prodigue, Saint Mathias, Saint Christophe). Les armes de Mgr Arlet, alors évêque d'Angoulême, ont également été sculptées.
Sur le pilier qui lui fait face se trouve un Christ en bois doré, finement ouvragé, datant du XVIIIe siècle. Jusqu'en 1879, il couronnait le maître-autel. L'église conserve par ailleurs une Vierge à l'enfant en terre cuite datée également du XVIIIe siècle.

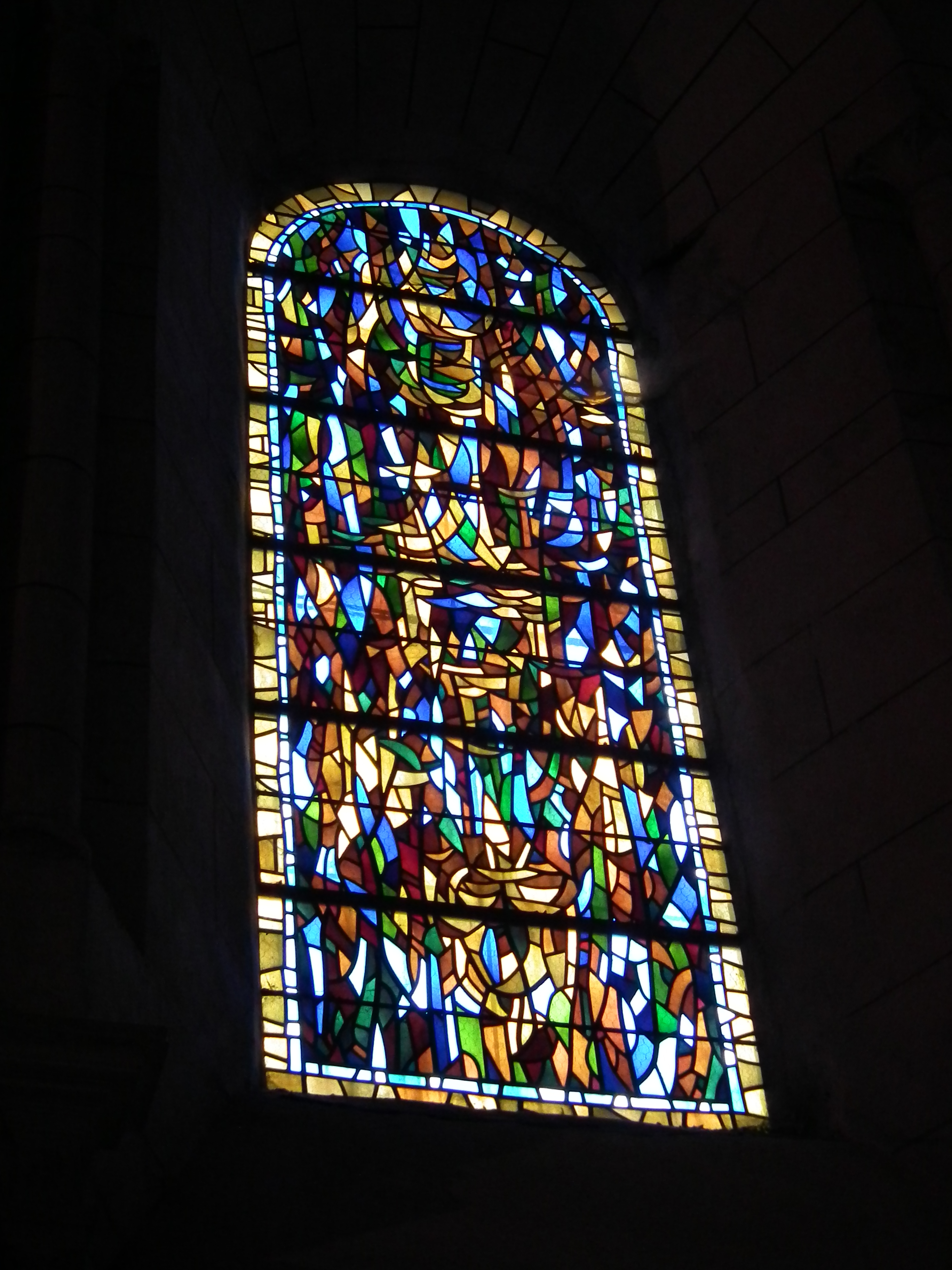
Vitrail du bas-côté sud, œuvre de Georges Devêche

Installées dans une tribune surplombant la nef, les grandes orgues comptent parmi les plus importantes du département (après celles de la cathédrale d'Angoulême et celles de Saint-Léger de Cognac). Elles ont été construites par Gaston Maille de Bordeaux en 1890.
Les vitraux
La campagne de restauration de 1967-1971 a permis de doter l'église Saint-Mathias d'un ensemble de nouvelles verrières, œuvres de l'artiste Georges Devêche. Ces vitraux contemporains, posés de juillet 1969 à août 1971, se distinguent par leurs couleurs vives (or, saphir, émeraude, rubis, topaze, turquoise). Compositions abstraites, mais inspirées des grandes œuvres médiévales, chaque vitrail (26 au total) est composé d'environ 2 000 pièces de verre coloré, chacun étant pensé en fonction de l'exposition du soleil, afin de ménager un éclairage optimum du sanctuaire. Les baies de l'abside sont ornées de vitraux dédiés au Christ et à la Vraie Croix (au centre, tonalités rubis), à la Vierge Marie (à gauche, tonalités azur) et à saint Joseph (à droite, tonalités rubis, pourpre et or). À l'opposé, derrière le buffet des orgues (qui le masque presque totalement), un vitrail aux tons orangés représente le buisson ardent.
L'église Saint-Mathias reste un lieu de pèlerinage fréquenté. Si le chef de saint Mathias a été détruit lors des guerres fratricides du XVIe siècle, le sanctuaire conserve un fragment du corps du saint, exposé dans une châsse ménagée dans le mur nord. L'église conserve également un fragment de la « Vraie Croix » ainsi qu'un fragment du bras de saint Pierre Aumaître, prêtre missionnaire originaire de Charente, un des 103 martyrs de Corée, décapité en 1866 et canonisé par l'Église catholique en 1984.